# Campoletis incompleta
Campoletis incompleta är en stekelart som först beskrevs av Henry Lorenz Viereck 1925.  Campoletis incompleta ingår i släktet Campoletis och familjen brokparasitsteklar. Inga underarter finns listade.